# Gynostegium

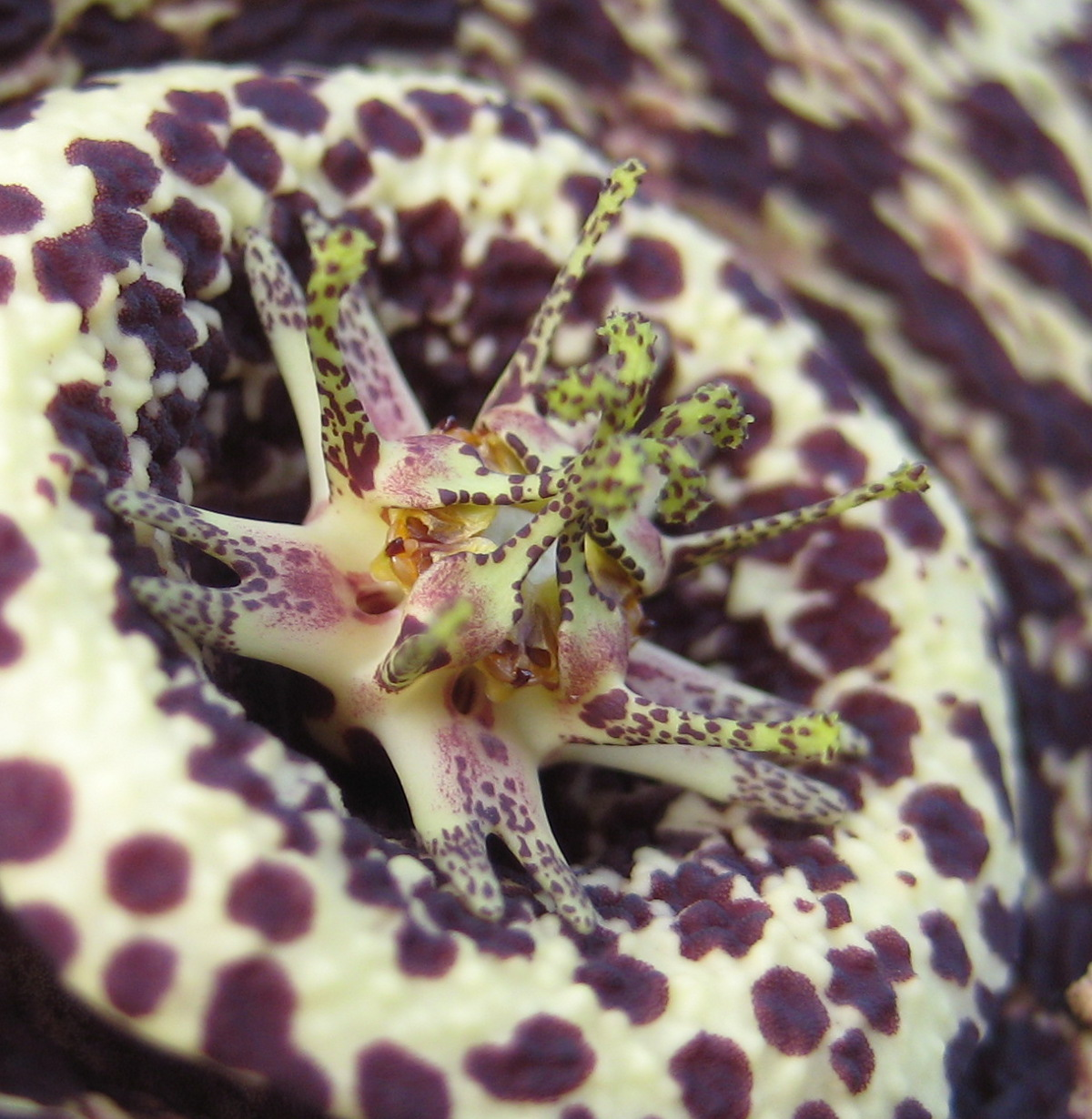
Gynostegium von Orbea variegata

Das Gynostegium, auch Stylotegium, Gynandrium oder Stempel-, Griffeldecke, -haube genannt, ist ein kopfartiges, komplexes Gebilde in den Blüten der Seidenpflanzengewächse (Asclepiadaceae), welches das Gynoeceum bedeckt. Es wird aus den verwachsenen Narben von zwei eng anliegenden Stempeln mit meist freien Griffeln und den ihnen anliegenden und verklebten, verwachsenen Antheren gebildet. Es werden spezielle Pollinien ausgebildet. Das ganze Gebilde wird auch als ein einziger Stempel angesehen.
Es ist oftmals umgeben von einer Nebenkrone (Corona, Koronaschuppen), die aus den tüten-, kappenförmigen und oft gezahnten, gehörnten Anhängseln der Staubfäden besteht (staminal); es kann auch noch eine weitere Nebenkrone vorhanden sein (interstaminal), wie bei Stapelia flavopurpurea.
Historisch wurde Gynostegium ursprünglich als Oberbegriff für die Blütenhülle verwendet, ähnlich dem heute gebräuchlichen Perianth. Bereits seit dem frühen 19. Jahrhundert wird es fast nur noch im heutigen Sinn verwendet.
Anders ist das Gynostemium, die Griffelsäule, die Verwachsung von Staubblättern mit Griffel und Narbe. 